# 八張犁廣興宮

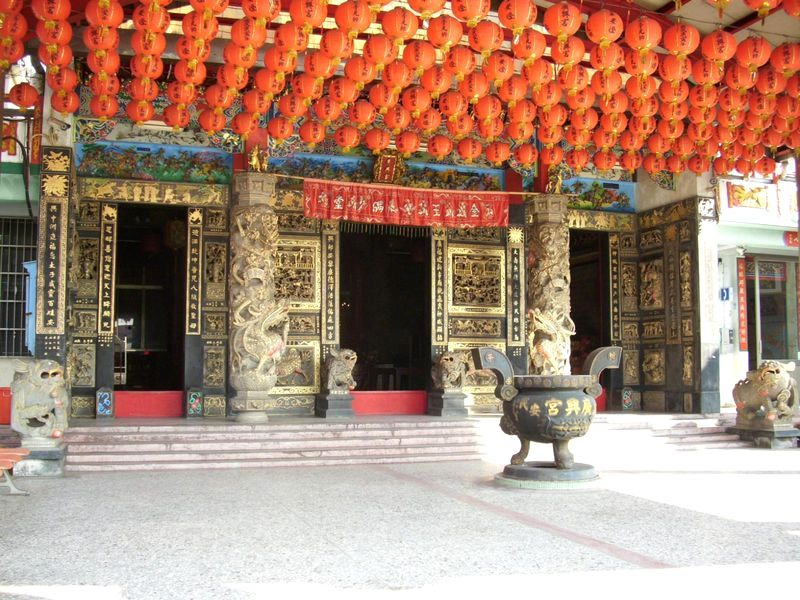
臺中市西屯區八張犁廣興宮的廣場。

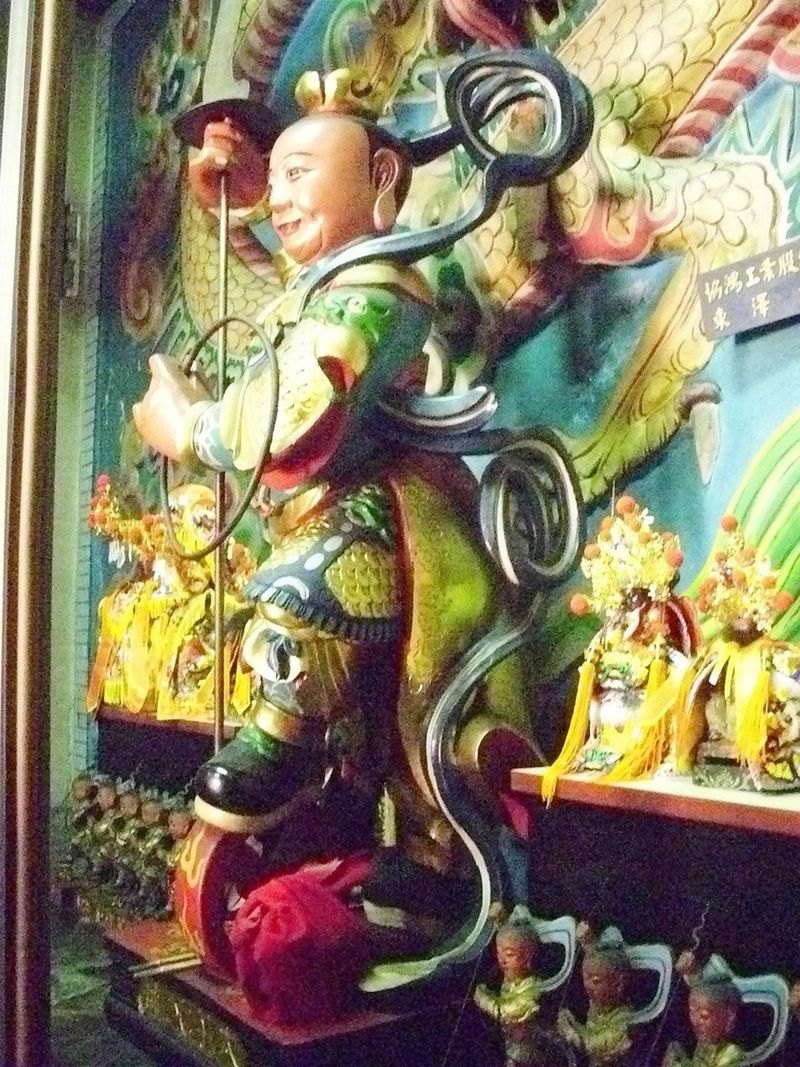
臺中市西屯區八張犁廣興宮-鎮殿太子元帥寶像。

八張犁廣興宮位於臺中市西屯區廣福里廣福路230號，主祀太子元帥配祀神農大帝及註生娘娘、三官大帝、天上聖母（興二媽），為西屯八張犁地區民眾的信仰中心，又稱為「公廳」，主要祭典在農曆九月初九日太子爺聖誕千秋，八張犁地區全境都會舉辦盛大拜拜來祝壽，廟方也有舉辦平安餐宴會。

## 歷史原由
八張犁廣興宮，最初開基太子元帥原為「車路頂」廖姓私人家神，後因鎮魔驅邪而靈驗，廣受庄民的崇祀，於是由庄人廖良佃以十二會股發起建廟，廟前曾有一口舊古井是為靈泉之源頭，在日治時代（日昭和六年－1931年）被日本人收歸公有，設置水廠，劃充水源重地（今臺灣自來水公司第四檢驗處－八張犁給水廠）。於民國七十年（1981年）時又遷建於現址，廟的虎邊廂房作為廣福里（舊稱八張犁）的社區守望巡邏隊，龍邊廂房的集會場所作為社區活動中心兼休閒中心，廟的廣場前左右兩方各有一燒金亭。隔著廣福路的正對面設有康樂台和兩座涼亭及浴廁所，還有運動籃球場供應民眾使用。

## 奉祀神明
- 三官大帝：農曆正月十五日、七月十五日、十月十五日
- 註生娘娘：農曆三月二十日
- 天上聖母：農曆三月二十三日
- 神農大帝：農曆四月二十六日
- 太子元帥：農曆九月初九日

## 管理委員會
歷任主任委員：
- 張坤山
- 廖福二
- 張銘益

## 寫真

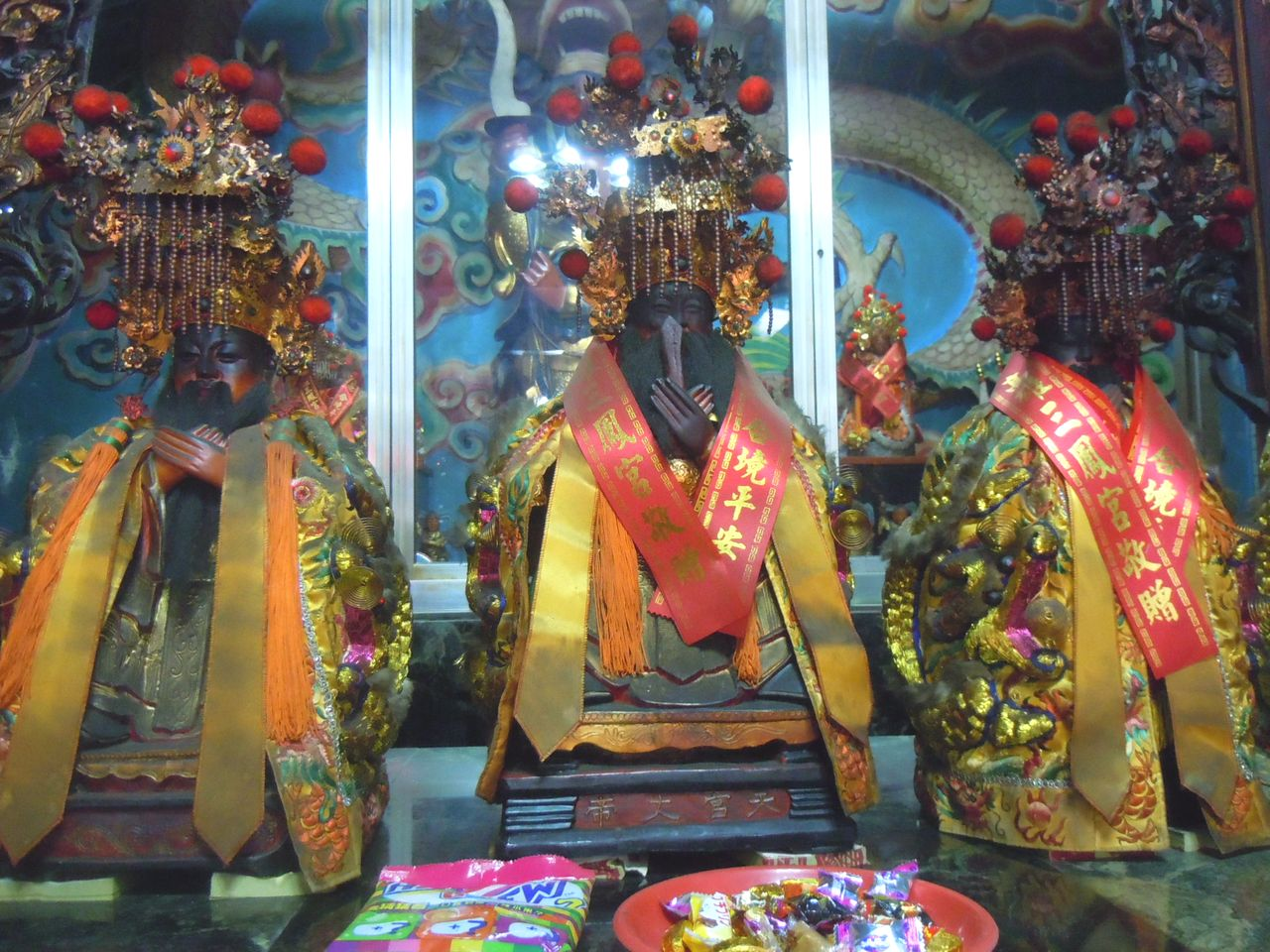
三官大帝
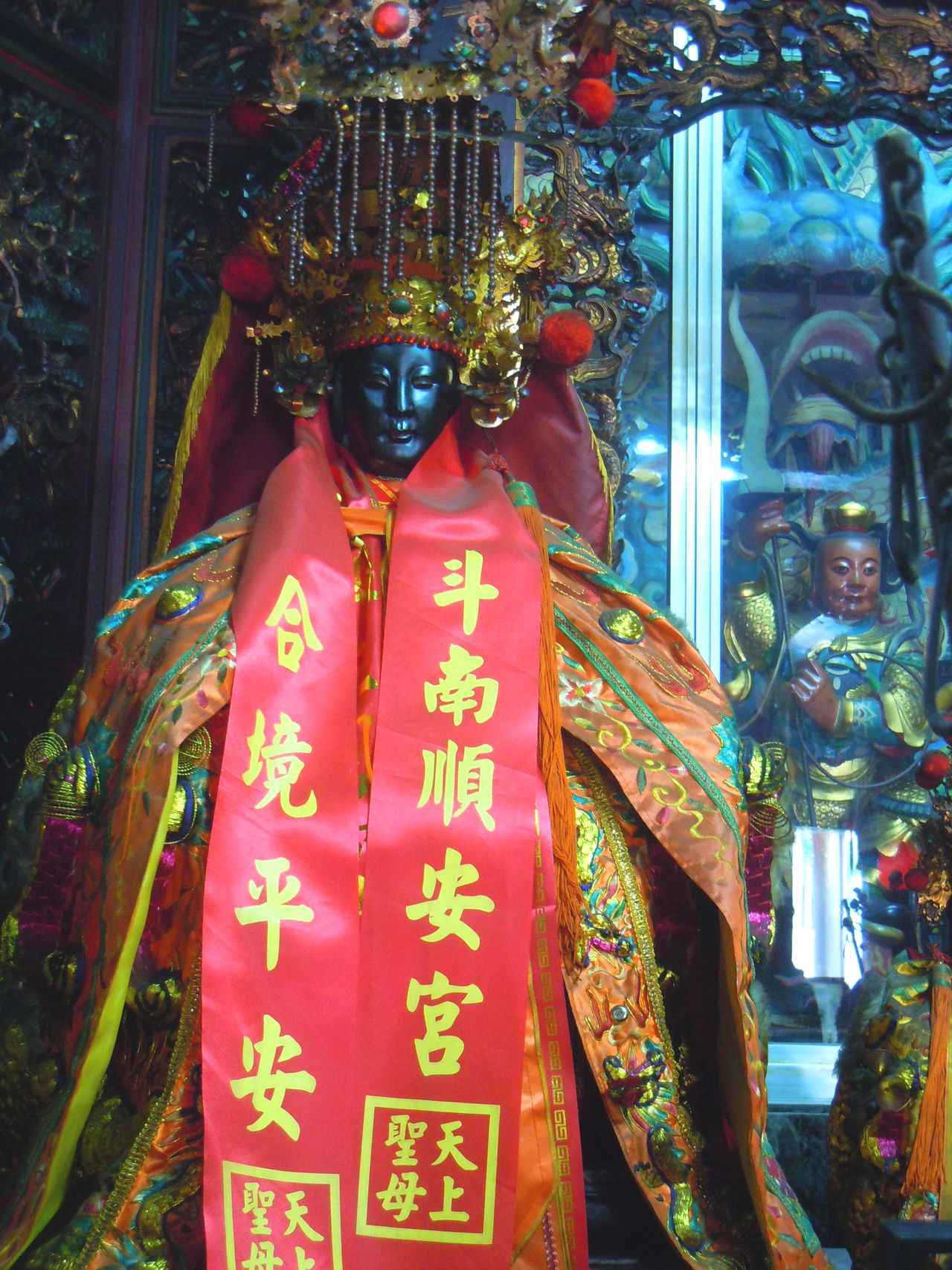
興二媽
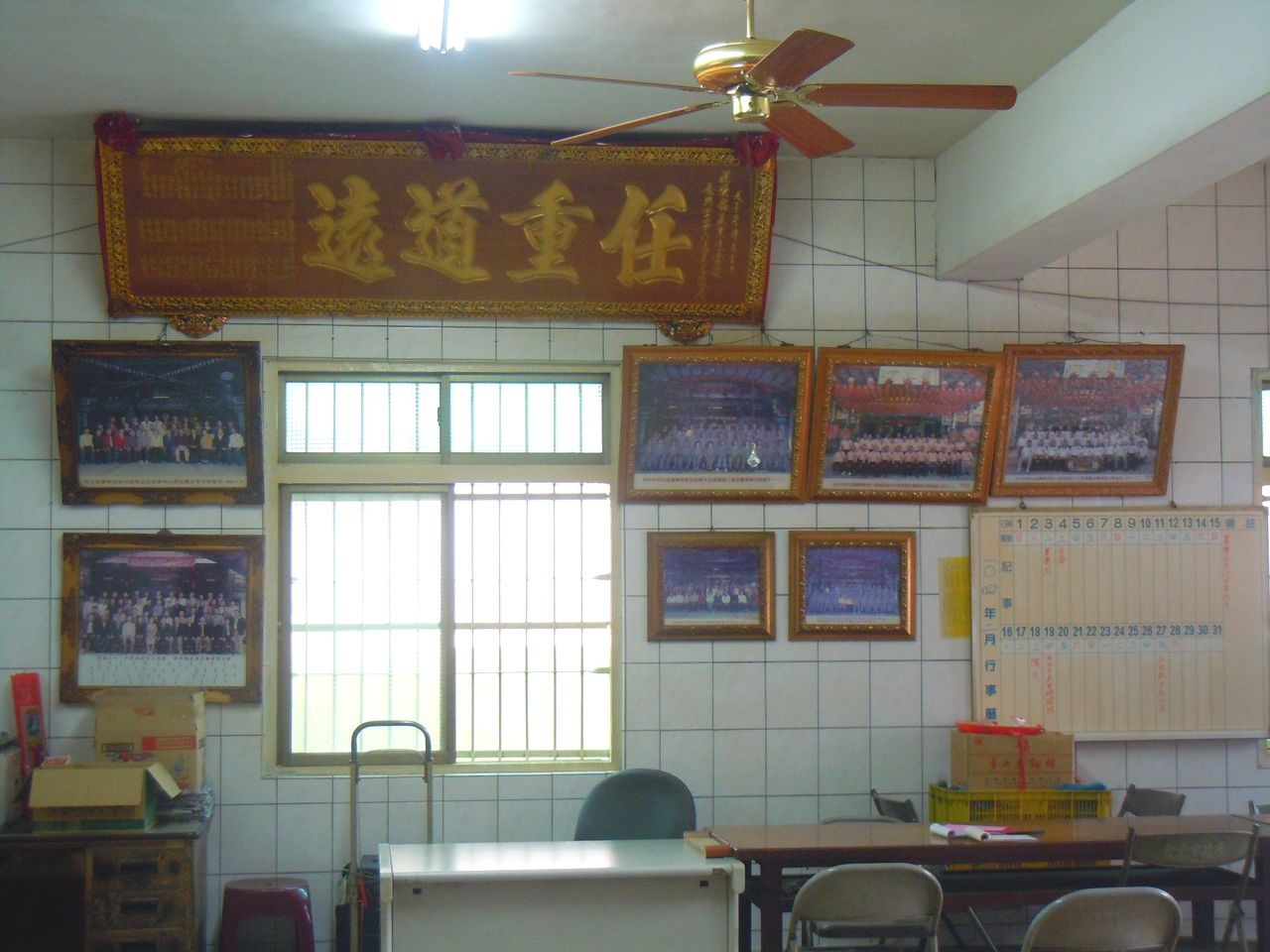
八張犁集會所

## 外部連結
- 古今中外巡禮
- 廣福福德祠[永久]
- 高雄市龍水港化龍宮
- 八張犁廣興宮2010.2011.2013進香